# 悲しき夏バテ
『悲しき夏バテ / 布谷文夫 I』（かなしきなつバテ/ぬのやふみお I）は、1973年11月21日に発売された布谷文夫のソロ・アルバム。

## 解説
大瀧詠一が、A面収録曲の内3曲をプロデュースしたアルバム。大瀧がプロデュースしていたバンド、ココナツ・バンクがバックを務めている。
ジャケットについて、伊藤銀次によれば、「ジャケットの内側に野球をしている写真が多く載っているのは、ちょうどこの頃布谷さんが福生に来てくれたお蔭で人数的に野球が出来るようになったからですね。元々大瀧さんは野球が好きで、そこへ野球好きの布谷さんが来て。それで野球チームを組もうということで“福生エキサイターズ”を作って。確か当時ベルウッドのチームと試合したのを覚えてますよ。その時のショットを何枚か、このジャケットに使ったんです」 と答えている。また、裏ジャケットの写真は、当時の上原裕か藤本雄志の部屋で撮影され、お面を被っているのが駒沢裕城で、伊藤がかけている眼鏡は上原のを借りたものだという。

## 収録曲

### SIDE A
1. 五番街  –  (3'11")
作詞 · 作曲 · 編曲：布谷文夫
2. 冷たい女  –  (5'12")
  - 作詞 · 作曲：千葉信行, 編曲：多羅尾伴内
  - 冒頭に出てくる「ダメダメ、もうあとあと」という言葉は伊藤銀次の声。伊藤によれば「スタジオのブースの中にみんなで入って車座になって何か飲みながらコーラスをやろうということになって、テープが回り始めて録りますっていうときに布谷さんが急に“そこの煙草をとってくれる”とか言い出して、それで僕が言ったのを大瀧さんが録って、そのまま使っちゃったり」[1] という。
3. 深南部牛追唄  –  (3'52")
作詞 · 作曲：多羅尾伴内 · 銀杏次郎丸 · ジミー蘭越, 編曲：布谷文夫
4. 夏バテ  –  (4'29")
  - 作詞：布谷文夫, 作曲：アンダース&ポンシア, 編曲：多羅尾伴内
  - ガーネット・ミムズ「One Woman Man」の日本語カヴァー。
5. 颱風13号  –  (4'28")
  - 作詞 · 作曲・編曲：多羅尾伴内
  - はっぴいえんど『風街ろまん』[注釈 1] 収録曲「颱風」のカヴァー。

### SIDE B
（作詞 · 作曲・編曲：布谷文夫）
1. ニューオリンズの町へ  –  (3'53")
2. ホーボー・ブルース  –  (3'50")
3. 街のブルース  –  (3'25")
4. 朝めがさめて  –  (3'20")
5. 水たまり  –  (3'24")

- 歌：布谷文夫
- 演奏：福生エキサイティング・ソフトボール・チーム

## クレジット
| 福生エキサイティングソフトボールチーム スターティングラインナップ |
| オーナー：前島ヨージ（風都市）                                    |

| 監督 | ： | 多羅尾“朝寝坊”伴内（一塁手）       |
| 主将 | ： | 布谷“アンジー”文夫（三塁手）       |
| 投手 | ： | Pooh藤本                           |
| 捕手 | ： | 護馬野‟フィリッピン”日露紙（退団） |

| 二塁手 | ： | 伊藤‟お家芸”銀次                       |
| 遊撃手 | ： | 福岡‟シノモノ”風太                     |
| 左翼手 | ： | 上原‟ゴードン”ユカリ                   |
| 中堅手 | ： | ヒネ前島                               |
| 右翼手 | ： | ユミヤン（現在、狭山チームにトレード） |
| 代打者 | ： | コマクーダ（ローコマコ）               |
| 〃     | ： | 矢野まこと                             |
| 応援団 | ： | シンガーズ・スリー                     |

| |
| - Produced By 布谷文夫（「深南部牛追唄」「朝めがさめて」「水たまり」 - 「ニューオリンズの町へ」「ホーボー・ブルース」「街のブルース」） |
| |
| Produced by 多羅尾伴内（「颱風13号」「冷たい女」「夏バテ」）                                                                            |
| |
| Directed by 沢田宣博 |
| |
| All arrangement by 多羅尾伴内, 布谷文夫, 伊藤‟雑学”銀次                                                                                 |
| Engineers：北島保則, 笛吹銅次 |
| Mix-down：北島保則, 笛吹銅次 |
| Recorded at ポリドール第1, 第2スタジオ                                                                                                  |
| 多羅尾伴内：appearing courtesy of Bellwood Records                                                                                      |
| デザイン：松尾博 (P.C.C) / フォト：近藤信治 (P.C.C)                                                                                     |

## 悲しき夏バテ（デラックス・エディション）

### 解説
『悲しき夏バテ』に、バック演奏を務めたココナツ･バンクのメンバーだった伊藤銀次監修のもと、1974年までに布谷文夫がソロ名義でリリースした音源を追加収録したデラックス・エディション。伊藤銀次最新インタヴューに基づいた、土橋一夫による書き下ろしライナーノーツ収載。最新デジタル・リマスター音源を使用した、SHM-CD仕様。

### 収録曲
1. 五番街  –  (3:14)[3]
2. 冷たい女  –  (5:14)[3]
3. 深南部牛追唄  –  (3:55)[3]
4. 夏バテ  –  (4:33)[3]
5. 颱風13号  –  (4:34)[3]
6. ニューオリンズの町へ  –  (3:57)[3]
7. ホーボー・ブルース  –  (3:53)[3]
8. 街のブルース  –  (3:30)[3]
9. 朝めがさめて  –  (3:20)[3]
10. 水たまり  –  (2:27)[3]
＜ボーナス・トラック＞
11. 台風13号（シングル・ヴァージョン）  –  (4:03)[3]
  - 作詞 · 作曲：大滝詠一
  - 「台風13号」「冷たい女」ともに、アルバム・リリース直前にリリースされたシングル収録曲[注釈 2]。アルバムとは別ミックス。
12. 冷たい女（シングル・ヴァージョン）  –  (5:03)[3]
作詞 · 作曲：ちばのぶゆき
13. からのベッドのブルース（シングル）  –  (3:40)[3]
  - 作詞 · 作曲 · 編曲：布谷文夫
  - 「からのベッドのブルース」「台風」ともに、ソロ・デビュー・シングル収録曲[注釈 3]。
14. 台風（シングル）  –  (3:50)[3]
  - 作詞 · 作曲：大滝詠一 / 編曲：布谷文夫
  - はっぴいえんど『風街ろまん』[注釈 1]収録曲「颱風」のカヴァー。オリジナルの歌詞にある“台風第13号”が‟台風23号”に変えられている。
15. 夏バテ (Live) / 布谷文夫  –  (4:01)[3]
作詞：布谷文夫 / 作曲：アンダース&ポンシア
16. 冷たい女 (Live) / 布谷文夫&ココナツバンクス  –  (5:27)[3]
  - 作詞 · 作曲：千葉信行
  - 「冷たい女」「深南部牛追唄〜大阪へやってきた」は1974年12月18日に池袋シアター・グリーンで行われた“ホーボーズ・コンサート”の模様を収めたライブ・アルバム『1974 HOBO'S CONCERTS V（ありがとう ありがとう ありがとう）』[注釈 4] 収録曲。オリジナルLPでは“矢野誠：Keyboards”とクレジットされているが、伊藤やこのライブを当時見た人の証言に基づき、誤字も含めて“山下達郎：Keyboards”に修正されている。
17. 深南部牛追唄〜大阪へやってきた (Live) / 布谷文夫&ココナツバンクス  –  (7:47)[3]
  - [深南部牛追唄] 作詞 · 作曲：編曲：布谷文夫, 伊藤銀次, 多羅尾伴内
  - [大阪へやってきた] 作詞 · 作曲：友部正人 / 編曲：布谷文夫

- M-1〜12 ℗1973
- M-13,14 ℗1972 Licensed by Victor Entertainment, Inc.
- M-15 ℗1974 Licensed by Bellwood Records co.,Ltd.
- M-16,17 ℗1976 Licensed by Bellwood Records co.,Ltd.

### クレジット

#### からのベッドのブルース（シングル）
| 布谷文夫：Vocal    |
| 田村恭信：Guitar   |
| 細野晴臣：Woodbass |
| 松本隆：Drums      |
| 矢野誠：Piano      |

#### 台風（シングル）
| 布谷文夫：Vocal, Acoustic Guitar, Wolf Harp |
| 大瀧詠一, 野地義行：Arrange Advice          |

#### 夏バテ (Live) / 布谷文夫
| Live at 天王寺野外音楽堂 / 1974年5月4日 – 5日 |
|                                               |
| 布谷文夫：Vocal                               |
| 伊藤銀次：Electric Guitar                     |
| 轟マコ：Electric Guitar                       |
| 藤本雄志：Electric Bass                       |
| 上原裕：Drums                                 |
| Unknown：Keyboards                            |
| Unknown：Percussions                          |
| Unknown：Chorus                               |

#### 冷たい女 (Live) / 布谷文夫&ココナツバンクス
| Live at 池袋シアターグリーン / 1974年12月18日 |
|                                               |
| 布谷文夫：Vocal                               |
| 伊藤銀次：Electric Guitar                     |
| 村松邦男：Electric Guitar                     |
| 藤本雄志：Electric Bass                       |
| 山下達郎：Keyboards                           |
| 上原裕：Drums                                 |

#### 深南部牛追唄〜大阪へやってきた (Live) / 布谷文夫&ココナツバンクス
| Live at 池袋シアターグリーン / 1974年12月18日 |
|                                               |
| 布谷文夫：Vocal                               |
| 伊藤銀次：Electric Guitar                     |
| 村松邦男：Electric Guitar                     |
| 藤本雄志：Electric Bass                       |
| 山下達郎：Keyboards                           |
| 上原裕：Drums                                 |

### リイシュー・スタッフ
| Supervised by 伊藤銀次                                                  |
| Planned & Produced by 土橋一夫 (FLY HIGH RECORDS / Shy Glance, Inc.)    |
| Project Produced by 三上栄一 (USM JAPAN / UNIVERSAL MUSIC LLC)          |
|                                                                         |
| Digital Remastered by 吉野謙志 (UNIVERSAL MUSIC LLC)                    |
|                                                                         |
| Art Direction & Design : 土橋一夫 (FLY HIGH RECORDS / Shy Glance, Inc.) |
| Products Coordinated by 清水美登里 (UNIVERSAL MUSIC LLC)                |
|                                                                         |
| Special Thanks To 長門芳郎, サエキけんぞう, 篠原章                      |
| Dedicated To 布谷文夫, 大瀧詠一                                         |

## リリース履歴
| # | 発売日         | リリース                  | 規格   | 品番       | 備考 |
| - | -------------- | ------------------------- | ------ | ---------- | --- |
| 1 | 1973年11月21日 | ポリドール                | LP     | MR 5037    | 見開きジャケット仕様。 |
| 2 | 1989年2月25日  | ポリドール                | CD     | H25P-20306 | “日本ROCKの逆襲シリーズ”としての再発。瀬竹誠によるライナーノートを収載。                                                                                         |
| 3 | 2000年5月31日  | ポリドール                | CD     | POCH-9026  | “VINTAGE COLLECTION”としての再発。ジャケット、帯、レーベルまでをオリジナルLPを再現。紙ジャケット仕様による限定盤。瀬竹誠による新規ライナーノートを収載。         |
| 4 | 2003年4月26日  | ハガクレ・レコード        | CD     | ISCP-1167  | 紙ジャケット仕様による限定盤。 |
| 5 | 2007年4月11日  | ポリドール / ユニバーサル | CD     | UPCY-6377  | “HAPPY END 讃歌 NAKED LINE シリーズ”としての再発。初回限定のみ、NAKEDレーベルディスク仕様。                                                                      |
| 6 | 2013年9月25日  | ポリドール / ユニバーサル | SHM-CD | UPCY-6756  | “絶対名盤 J-Premium シリーズ”としての再発。 |
| 7 | 2014年6月4日   | ポリドール / ユニバーサル | SHM-CD | UPCY-6862  | - 『悲しき夏バテ（デラックス・エディション）』 - 最新デジタル・リマスター音源使用。ボーナス・トラックとして、1974年までにソロ名義でリリースされた音源を7曲収録。 |